# Клара Праст
Клара Праст (англ. Klara Prast), также известная как Башня цветка (англ. Tower of Flower) или Красная Роза (англ. Rose Red) — супергероиня, которая появляется в комиксах Runaways издательства Marvel Comics. Когда Беглецы приземлились в 1907 году, они встречаются с двенадцатилетней Кларой, которая должна была жить, чтобы служить её жестокому  мужу среднего возраста Способностью Клары является контроль, или (как она выразилась) «разговор»  с растениями. Её имя является отсылкой к хлоропластам, что подчеркивает её связь с растительными силами. Когда её семья обнаружила её силы, они выдали её замуж , чтобы кто-то двигался в Америку (несмотря на то, что она была ещё ребёнком), где она встретила Беглецов в 1907 году, который впоследствии привели её обратно в настоящее время с ними. У Клары примерно возраст как у Молли, имеет черные как смолы волосы, скрученые в косу, и серые глаза.

## История публикации
Клара Праст впервые появилась в Runaways Vol. 2 # 27 и была создана писателем Джосс Уэдон и художником Майклом Райаном. У неё был характер, который Уэдон упомянул, что он его добавит, когда начнет свое пребывание в книге.

## Биография

### 1907
Читатели впервые познакомились с Кларой после того, как Беглецы помогли остановить пожар на фабрике, полной детей в Нью-Йорке в 1907 году, где они стали перемещенными из-за устройства времени, созданного родителями Герты. Если бы история протекала как обычно, Клара умерла бы в тот день, 27 июня 1907 года. После того, как огонь потушен, Каролина пролетает через завод, ищет выживших и натыкается на мост из розовых роз через дыру в стене и мельком видит Клару, когда она убегает.
Позже той ночью, Каролина сталкивается с некоторыми подобными розами и шпионами в окно, где она видит, что молодая Клара собирается быть избитой пожилым человеком для того, чтобы не продать цветы для денег, очень раздражая Каролину На следующий день Каролина берет с собой Молли, чтобы противостоять Кларе о её силах, и сказать ей, чтобы она не волновалась. Когда Молли спрашивает, хочет ли она присоединиться к команде, чтобы уйти от её оскорбительной жизни, они ошеломлены, узнав, что для неё это не так легко, поскольку мужчина, которого видела Каролина, был не её отцом, а её мужем. Она дает понять Каролине, хотя Молли, кажется, не понимает, что он и физически, и сексуально оскорбляет её. Позже, однако, Молли ссылается на «обязанность» Клары её мужу как «не просто грех, это незаконно», предполагая, что она понимает больше, чем позволяет.
Как оказалось, семья Клары вышла за неё замуж за мистера Праста (который ехал в Америку) и повернулась к ней спиной, потому что её мать видела в ней что-то нечестивое и называла свои силы «проклятием». Каролине и Молли удается убедить Клару пойти с ними, хотя и нерешительно. Клара испугалась и убежала, увидев Каролину, и Хавина, в её женском обличье, где был интимный момент, который она считала неправильным из-за её консервативного воспитания. Молли сталкивается с ней по этому поводу и оставляет её опечаленной, говоря, что она действует так же, как другая взрослая. Позже, сразу после великой битвы Runaways, они находят Клару, избитую и ушибленную её мужем. Команда с радостью соглашается, чтобы она пошла с ними, вернувшись в тот же момент, когда они ушли.

### Секретное вторжение
В начале сюжета Runaways / Young Avengers для тайного вторжения команда все ещё свежа от возвращения в настоящее время и дает Кларе один заключительный тур по настоящей версии Нью-Йорка перед тем, как отправиться обратно в Калифорнию. Клара является первой из группы, которая видит корабли Скруллов, спускающиеся по городу, и после начала вторжения она вместе с остальной командой выбивается их собственным членом Скруллом, Хавином, поскольку он пытается Защищать их от этих Скруллов, которых он признает религиозными экстремистами. Клара позже играет жизненно важную роль в битве между двумя командами и Скруллом, известным как Черелл, бывший наставник Хавина и влиятельным членом армии вторжения. Когда другие Ранавей, минус Хавин, удерживаются в его лапах, Кларе удается заставить большое дерево подпрыгнуть под ногами Хрелла, завернуть его и освободить других, что превращает волну битвы против него.

### Лос-Анджелес
Когда «Беглецы», наконец, возвращаются в Лос-Анджелес, Клара постоянно испытывает благоговейный страх перед различными изобретениями и достижениями, сделанными миром, от телевидения до еды; По иронии судьбы, она не понимает, что такие сверхчеловеческие угрозы, как вторжение инопланетян и другие кризисы, лицо ,tuktws не являются также типичными и принятыми частями е` новой эры. Когда команда совершает поездку в местный торговый центр, чтобы Чейз мог искать работу, менеджер местной радиостанции падал на высокие перила, и Клара немедленно вступала в действие, приказывая комнатным растениям вырасти и поймать его, затем Вернenmcz назад, как только он будет в безопасности. Команда тогда бьет отступление от аллеи, надеясь, что никто не заметил их. [11] Пока Беглецы медленно отделяются из-за заклинания Нико, Молли и Клара идут строить форт. После долгого разговора с Молли улыбающаяся Клара говорит: «Корабли, которые плывут по небу. Парки, заполненные динозаврами, я никогда не смогу привыкнуть к этому столетию».

## Возвращение домой
В Runaways Vol. 3 # 11, первый выпуск, написанный Кэтрин Иммонен и привлеченный Сарой Пичелли, Чейзом, Нико, Виктором и Каролиной. Внешнему источнику удается отправить беспилотник, летящий в дом Малибу, в гостиную на верхнем этаже, где лежат Клара и Старое Кружево. Нико, Виктор и Каролина спешат спасти Клару и Старое кружево - однако, достигнув вершины, однако, выяснилось, что Старый Кружев защитил Клару, которая оказалась жива. Старое кружево, однако, медленно умирает. Чейз, в гостиной внизу, чувствует её смерть, как часть её связи с ним, он жаждет извиниться перед Гертрудой Йоркс. Клара, которая восстанавливается после нападения, заканчивается окровавленными. Она кричит, чтобы тело олд Лека было удалено от неё, и через несколько минут весь дом покрыт длинными скрученными виноградными лозами - сама Нико заканчивается почти задушенной.

## Силы и способности
Клара имеет возможность контролировать и управлять ростом и движением растений по желанию и с невероятной легкостью, часто демонстрируемой, известной как хлороксинез. Ей нравится описывать эту способность как «общение» с растениями, она говорит, что вернулась на ферму своей семьи в Берне. Пример её на самом деле говорит с заводами, когда Кларе удается спасти менеджера радиостанции от падения, вызывая «расти!». Побуждая жизнь завода аллеи вырваться из своих плантаторов и спасти его, а затем «спасибо, да, лечь», когда закончите.
Кажется, она способна манипулировать любым растительным материалом, но имеет близость к розам, так как они «говорят» ей. Клара однажды вызвала большие, сильные виноградные лозы, чтобы вырваться из-под земли и защитить её. Кроме того, растения, которыми она манипулирует, также, похоже, реагируют на эмоции Клары; Когда Молли покидает Клару после того, как ей противостоят её отношение к друзьям, розы на лозах начинают слабеть.
Полностью незнакомый с современным миром, Клара робок и не имеет боевых навыков, чтобы говорить о. Когда она в панике или расстроена, её контроль над её способностями сильно страдает, и это может привести к тому, что её растения атакуют любого, кто приближается к ней, включая её собственных друзей. Клара упомянула, что она не умеет плавать. Она также свободно владеет английским и немецким языками.
В 2010 году официальный справочник The Marvel Universe подтвердил, что она действительно генетический мутант.

## Личность
Помимо Каролины, Молли - единственная из тех, с кем Клара хорошо связана, из-за их возраста, хотя может показаться, что Клара «намного старше и мудрее Молли из-за того, как она выросла и в жизни, с которой она уже сталкивалась»". Однако, жизнь в XXI веке сделала её опыт забавой и радостями в жизни.

## Отношения с другими Беглецами

### Молли Хейз
Когда они путешествуют в прошлое, Каролина представила Молли Кларе, потому что они ближе по возрасту. Молли приглашает её присоединиться к команде, и вместе им удается убедить её пойти с ними, чтобы избежать трагической участи жениться на оскорбительном муже (детали которого Молли, похоже, не понимают полностью из-за её защищенной жизни).
Когда Клара расстроена по-видимому межрасовыми лесбийскими отношениями Каролины, это вызывает раскол между ней и Молли, так как Молли защищает Каролину и не может относиться к гомофобным и расистским взглядам Клары в результате её воспитания. Клара явно опечалена противостоянием (её эмоции отражаются в её розах) и уходит.
Хотя Молли и приблизилась к Хавину, Клара этого не сделала (Хавин была тем, кого она видела поцелуем Каролины), и это одно из того, что двум двенадцатилетним подросткам ещё предстоит решить в процессе укрепления их дружбы. У них также очень разные личности, с Молли молодой, по сравнению с Кларой, которая пережила много трудностей в своей жизни.